# Kerstin Gustafsson
Kerstin Margareta Gustafsson, född 29 februari 1944, är en svensk översättare från engelska. 
Gustafsson har alltsedan översättardebuten 1974 översatt deckare och annan underhållningslitteratur men har med åren anförtrotts allt mer avancerade uppgifter: drygt tio Joyce Carol Oates-böcker, fyra Raymond Carver och tre Richard Yates-romaner (med Revolutionary Road som den första 2008).
Gustafsson skriver också regelbundet krönikor om översättande i Språktidningen.

## Översättningar (urval)
- Henry Miller: Vänner (Book of Friends. Vol. 1) (Korpen, 1979)
- Yaşar Kemal: Med dina ögon, Salih! (Al gözüm seyreyle Salih) (Gidlund, 1980) [översatt från engelska]
- Aleksandar Hemon: Frågan om Bruno (The Question of Bruno) (Bonnier, 2000)
- Samtal med en ängel (Speaking with the Angel) (redaktör: Nick Hornby) (Forum, 2002)
- Paul Auster: Den röda anteckningsboken: sanna berättelser (The Red Notebook) (Lind & Co, 2006)

## Priser
- 1995 – Stiftelsen Natur & Kulturs översättarpris
- 2005 – Albert Bonniers 100-årsminne
- 2009 – De Nios översättarpris
- 2010 – Elsa Thulin-priset
- 2014 – Svenska Akademiens översättarpris